# نهائي كأس ولي العهد السعودي 2009
نهائي كأس ولي العهد السعودي 2009 هي مباراة تحديد الفائز بكأس ولي العهد السعودي. اقيمت المباراة في ملعب الملك فهد الدولي بمدينة الرياض بتاريخ 27 فبراير 2009 وقد فاز بالمبارة نادي الهلال بنتيجة هدف مقابل لاشي.